# Umihana Čuvidina
Umihana Čuvidina (ur. ok. 1794 w Sarajewie, Imperium Osmańskie, zm. ok. 1870 tamże) – bośniacka poetka, najstarsza, której utwory zachowały się do dzisiaj. Swoje utwory również śpiewała, przyczyniając się do rozwoju bośniackiej muzyki ludowej – Sevdalinki.

## Życiorys
Urodziła się w Sarajewie w czasach, gdy obecna Bośnia i Hercegowina była częścią Imperium Osmańskiego. Jej rodzina prowadziła restaurację i zajmowała się uprawą arbuzów.
W 1813 zaręczyła się z Mujo Čamdži-bajraktarem, który zginął jako żołnierz armii Imperium wezyra Alipašy Derendeliji w czasie Pierwszego Powstania Serbskiego. Tak mocno przeżyła śmierć ukochanego, że postanowiła żyć samotnie i zaczęła pisać wiersze o nim i jego towarzyszach broni.
Jedynym wierszem, który może być jej przypisany bez żadnych wątpliwości jest 79. wierszowy epos Sarajlije iđu na vojsku protiv Srbije (Mężczyźni z Sarajewa idą na wojnę przeciw Serbii) zapisany pismem Arebica.
Zmarła około 1870 i została pochowana zgodnie z ceremoniałem muzułmańskim w nieznanym miejscu w Sarajewie.

## Upamiętnienie
W 1970 w dzielnicy Boljakov Potok w Sarajewie otwarto szkołę podstawową jej imienia (Umihana Čuvidina Osnovna Škola).